# فرناند دونا
فرناند دونا (بالفرنسية: Fernand Donna)‏ هو راكب الكنو فرنسي، ولد في 30 يناير 1922، وتوفي في 7 مايو 1988.

## وصلات خارجية
- فرناند دونا على موقع أوليمبيديا (الإنجليزية)